# Nordmannia bischoffii
Nordmannia bischoffii är en fjärilsart som beskrevs av Gerhard 1853. Nordmannia bischoffii ingår i släktet Nordmannia och familjen juvelvingar. Inga underarter finns listade i Catalogue of Life.